# ANITA

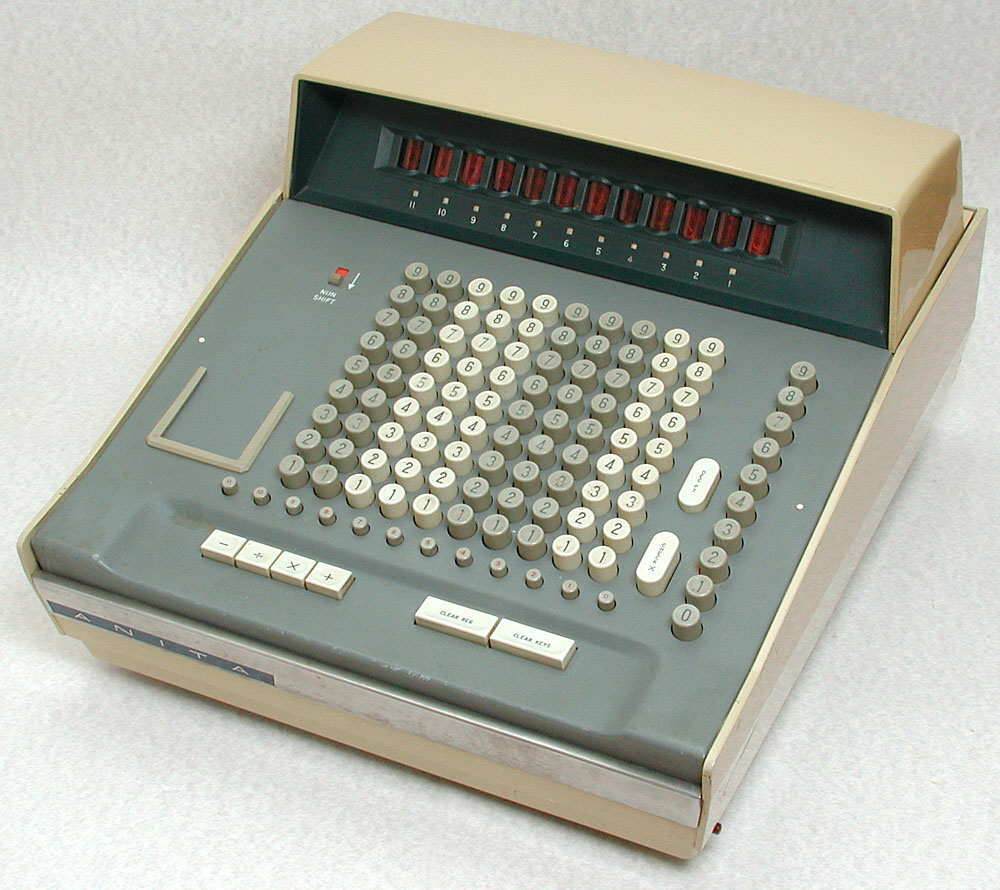
Modell der ANITA Mark VIII

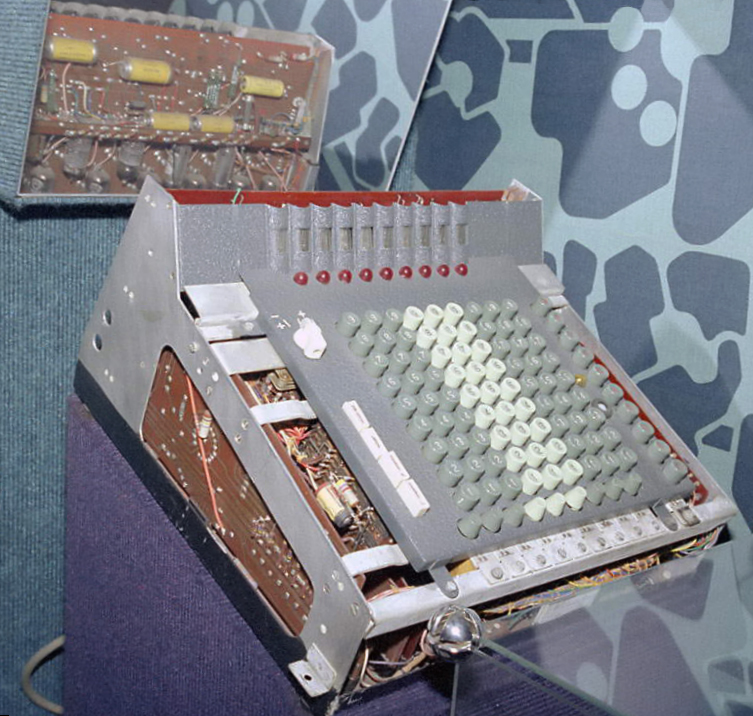
Prototyp im Science Museum, London

ANITA gilt als erster elektronischer Tischrechner der Welt. Er wurde von Norman Kitz entwickelt und im Oktober 1961 der Öffentlichkeit präsentiert. Hersteller war die britische Bell Punch Company in Uxbridge, Vertreiber deren Tochterunternehmen Sumlock. Der Rechenautomat kann die vier Grundrechenarten ausführen. „ANITA“ ist ein Akronym von A New Inspiration To Arithmetic (englisch für eine neue Inspiration für die Arithmetik).
Der Rechner kostete damals 4450 Deutsche Mark. Bis zum Jahr 1965 wurden etwa 17.000 Exemplare verkauft.
Der Rechner war in Röhrentechnologie aufgebaut, er enthielt 177 Thyratrons (Z 700 U, XC 31), 10 Doppeltrioden,  12 Nixieröhren, 12 Glimmröhren, 1 Dekatron (GS 10 D), 1 Transistor und etwa 200 Selen-Doppelgleichrichter.